# لوحة ليبيا
اللوحة الليبية (المعروفة أيضًا باسم لوحة المدينة، لوحة الغنائم الليبية، لوحة التكريم الليبية، لوحة الحصار، لوحة تحنو) هي الجزء السفلي الباقي من لوحة مستحضرات التجميل الحجرية التي تحمل زخرفة منحوتة والكتابة الهيروغليفية. يعود تاريخه إلى نقادة الثالثة أو الفترة البدائية في مصر (حوالي 3200 إلى 3000 قبل الميلاد). تم العثور على اللوحة في أبيدوس بمصر.
اللوحة مصنوعة من الشيست بطول 19 سم وعرض 22 سم. يقع في الغرفة 43 في الطابق الأرضي بالمتحف المصري بالقاهرة، رقمها في مجلة الدخول هو JE27434 ورقم فهرسها العام هو CG14238.

## المحتوى

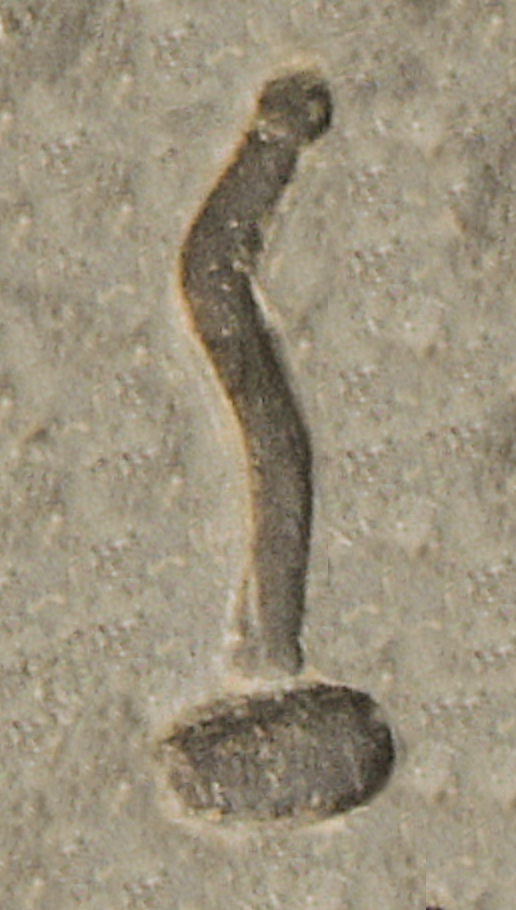
الشخصية المبكرة لـ "ليبيا" على اللوحة الليبية

من جهة، هناك مشهد لخطوط تمشي الحيوانات داخل السجلات. أسفل هذه الحيوانات، تم تصوير بستان بأشجار الزيتون، والنقش الهيروغليفي تحنو، وهو على الأرجح اسم موقع لغرب دلتا النيل أو وفقًا لمعظم العلماء، ما ارتبط لاحقًا بليبيا. تتكون الشخصية من عصا الرمي فوق شكل بيضاوي، بمعنى «المنطقة»، «المكان»، «الجزيرة».
يُظهر الجانب الآخر من اللوحة الليبية أقدام بعض الأشخاص فوق خط تسجيل. تحت السجل، تم تصوير سبع مدن محصنة، مع كتابة اسم كل بلدة داخل الجدار. فوق كل بلدة، يمسك حيوان بجدارها بالهيروغليفية للسيد (مجرفة). فسر غونتر درير هذا المشهد على أنه مشهد من الدمار والحيوانات، أو معايير الحيوانات، على أنها أسماء ملكية. ومع ذلك، فقد اقترح علماء آخرون أن الحيوانات تمثل الجيوش الملكية أو الرموز. تفسير آخر مختلف تمامًا هو أن المشهد يمثل أساس هذه المدن.